# جنیفر آکر
جنیفر آکر فارغ‌التحصیل دکتری بازاریابی از دانشگاه استنفورد است که هم‌اکنون نیز به عنوان استاد دانشگاه استنفورد مشغول به کار است. وی از برجسته‌ترین پژوهشگران حوزه برند به حساب می‌آید، او را باید از تأثیرگذارترین دانشمندان در زمینهٔ برند و برندسازی بدانیم زیرا چندین مدل از وی در این زمینه معرفی شده‌است.
همسر وی، اندی اسمیث نویسنده کتاب معروف The Dragon Fly Effect می‌باشد که در زمینه مدیریت و فلسفه اثرگذاری شگرفی را داشته‌است.

## مدل شخصیت برند جنیفر آکر
او دانش‌آموختهٔ روان‌شناسی است و نسبت به مدل‌های شخصیت سنجی روان‌شناسی تبحر دارد و به این سبب به موضوع شخصیت برند پرداخته‌است. همچنین او در مقطعی، شاگرد کوین لین کلر (Kevin Lane Keller)، استاد برندسازی که در ایران، برای کتاب مدیریت استراتژیک برند و مدل رزونانس شناخته می‌شود، بوده است که بخشی از مطالعات وی به همراه کلر صورت گرفته‌است. جنیفر آکر، شخصیت برند را «مجموعه ویژگی‌های انسانی مرتبط با یک برند» تعریف می‌نماید و مدل وی بر پایه مدل پنج بزرگ (Big 5) صورت گرفته که در تشخیص شخصیت انسان‌ها به کار می‌رود. او برای تدوین این مدل ۱۳۱ برند را در ۳۹ گروه مختلف طبقه‌بندی کرده و پرسش‌نامه خود را به ۱۲۰۰ نفر ارائه می‌نماید و از بین این ۱۲۰۰ نفر، ۵۵٪ یعنی ۶۳۱ نفر به پرسش‌نامه، پاسخ می‌دهند. آکر در ابتدا ۳۰۹ مولفهٔ شخصیتی را تعیین می‌نماید و در انتها به ۴۲ مولفهٔ اصلی، می‌رسد.